# アグロロジー
アグロロジー（Agrology、ギリシア語のἀγρός agros〔野原・畑・土地・田舎〕と -λογία -logia〔学問〕から）は、作物の生産を扱う土壌学の一分野である。この用語はカナダで最も活発に使われている。カナダ以外でのこの用語の使用は散在的であるが、多い。ただしその意味するところは各国で違いがある。この用語は特にロシアと中国でよく定着しているように見える。
カナダで使われる時はアグロロジーは農学（agricultural science）と同義であり、アメリカ合衆国における「アグロノミー」（作物栽培学）とほぼ同義である。カナダ外で使われる時は農業土壌学と関連した意味を持つ。

## カナダ
「アグロロジスト（agrologist）」という用語はJ. B. Harringtonによって作り出され、「地方の農業専門家」を意味する用語がカナダで必要とされていたため、1946年に採用された。プロシェッショナル・アグロロジストという称号は少なくとも農業の学士号を持ち、農学分野の実験と研究を責任を持って教え、実践し、実行するために必要な資質を証明できる人物に授与される。2004年現在、カナダにはおよそ5千人のアグロロジストがいる。
アグロロジストの称号はそれぞれの州の異なる統括団体によって管理され、それぞれが自身の法律の下で運営される。例えば、ブリティッシュコロンビア州内では、「アグロロジー」という用語は2003年に通過し、2004年に採択された「Agrologists Act」という議会制定法によって定義される。この法律は自治機関であるブリティッシュコロンビア・アグロロジスト協会（BCIA）およびブリティッシュコロンビア州内で以下の定義の下でアグロロジーを実践する者に権限を与える。

「アグロロジー」は、
- (a) 水生または陸生植物または動物の栽培、生産、改良、加工、または取引

あるいは
- (b) 水生または陸生植物の栽培または生産に影響を与える、維持する、または維持する潜在能力を持つ水界または陸上生態系の分類、管理、使用、保全、保護、修復、再生、または強化

を設計、評価、助言、指示、さもなければ専門的な支援を提供するために、データの収集または分析あるいは研究またはアセスメントの実行を含んだ農業科学および自然科学、ならびに農業経済学および資源経済学を用いることを意味する。

BCIAは千人を超える登録された会員がいる。
カナダ各地のプロシェッショナル・アグロロジストの登録機関は2007年5月に以下のアグロロジーの定義を採択した。

アグロロジーは、農業分野の発展と社会、環境、および経済の健康を支援するために知識を提供し助言を行う生物資源科学の実践である。

## カナダ以外
カナダ以外では、アグロロジーという用語は土壌学と同義であり、英語圏では一般的に使われていない。

### 土壌学界用語集におけるアグロロジー
国際土壌科学連合（IUSS）の2つの加盟学会（カナダと米国）が、科学用語集を維持管理・出版している。その他の各国の土壌学会は米国の用語集に従っている。アグロロジーという用語は使用されていない。土壌管理と組み合わせたエダホロジー（作物立地土壌学、農業土壌学）は作物生産に応用する土壌学を簡潔に記述するために土壌学者によって好んで用いられる。

### 辞書におけるアグロロジーの定義
2004年現在、アグロロジーについての辞書の定義でカナダでの用法と一致するものはなく、 辞書の定義は以下の4つのいずれかに分類される。
1. アグロロジーは土壌学の同義語と定義される。語根agr- は土壌を意味する。
2. アグロロジーは土壌学の同義語として定義されるが、この文脈は土壌学が農学（agricultural science）の下位区分であるという意味を含む。
3. アグロロジーは作物生産に応用される土壌学の下位区分として定義される。この定義ではアグロロジーはエダホロジーと同義である。
4. アグロロジーは土壌の影響を考える作物栽培学（agronomy）の下位区分として定義される。

### 土壌学用語集
- Soil Science Society of America
- Canadian Soil Science Society
- Canadian Soil Science Society (mirror)

### 辞書
- Websters Online Dictionary – The Rosetta Edition
- Dictionary.com
- The American Heritage Dictionary of the English Language
- The Free Internet Lexicon and Encyclopedia*

### その他
- British Columbia Institute of Agrologists
- Glossary definition: agrology